# Generargues
Generargues (en francès Générargues) és un municipi francès situat al departament del Gard i a la regió d'Occitània.